# Бія (Румунія)
Бія (рум. Biia) — село у повіті Алба в Румунії. Входить до складу комуни Шона.
Село розташоване на відстані 257 км на північний захід від Бухареста, 36 км на північний схід від Алба-Юлії, 68 км на південний схід від Клуж-Напоки, 139 км на північний захід від Брашова.

## Населення
За даними перепису населення 2002 року у селі проживали 1263 особи.
Національний склад населення села:
| Національність | Кількість осіб | Відсоток |
| -------------- | -------------- | -------- |
| румуни         | 1059           | 83,8%    |
| угорці         | 203            | 16,1%    |

Рідною мовою назвали:
| Мова      | Кількість осіб | Відсоток |
| --------- | -------------- | -------- |
| румунська | 1065           | 84,3%    |
| угорська  | 197            | 15,6%    |